# 熊谷桜子
熊谷 桜子（くまがい さくら、現姓：重宗、1989年7月2日 - ）は、日本の元女子バレーボール選手である。

## 来歴
大阪府大阪市都島区出身。実姉の影響で小学4年からバレーボールを始める。
大阪国際滝井高校では、春高バレー優勝やインターハイ準優勝など輝かしい戦績に大きく貢献。卒業後は「バレーボールを続けられるなら」という理由で9人制バレーの実業団のパナソニックエナジーに入団したが、北京オリンピックバレーボール競技の中継を見て「6人制に戻りたい」との意を強くする。タイミングよくデンソーエアリービーズからオファーがあり、2009年に移籍。2009/10シーズン当初から正セッターとして活躍し、2009/10プレミアリーグ新人賞を受賞した。
2010年12月、全日本選手権初優勝に貢献した。2012年シーズンから同チーム副主将。
2013年9月末日をもって、デンソーを退団。翌月に岡山シーガルズに移籍した。しかし、移籍規定により、2013/14V・プレミアリーグ不出場を余儀なくされた。2014-15シーズン、2014/15V・プレミアリーグに選手登録され、ようやく岡山の選手としてのリーグ戦出場が可能となった。
2015年5月16日、岡山を退団、同年8月に自身のSNSでパナソニックESブルーベルズ（旧パナソニックエナジー）へ復帰することを公表した。同年9月3日、パナソニックESブルーベルズは熊谷の入団を発表した。
2019年、現役引退し社業に専念。

## 所属チーム
- 高倉小（平野ジュニアーズ）
- 建国中
- 大阪国際滝井高校（2005-2008年）
- パナソニックエナジー（2008-2009年）
- デンソーエアリービーズ（2009-2013年）
- 岡山シーガルズ（2013-2015年）
- パナソニックESブルーベルズ（2015-2019年）

## 受賞歴
- 2010年 - 2009/10プレミアリーグ　新人賞

## 個人成績
Vプレミアリーグレギュラーラウンドにおける個人成績は下記の通り。
| シーズン | 所属     | 出場 | 出場   | アタック | アタック | アタック | アタック | ブロック | ブロック | サーブ | サーブ | サーブ | サーブ | レセプション | レセプション | 総得点 | 備考 |
| -------- | -------- | ---- | ------ | -------- | -------- | -------- | -------- | -------- | -------- | ------ | ------ | ------ | ------ | ------------ | ------------ | ------ | ---- |
| シーズン | 所属     | 試合 | セット | 打数     | 得点     | 決定率   | 効果率   | 決定     | /set     | 打数   | エース | 得点率 | 効果率 | 受数         | 成功率       | 総得点 | 備考 |
| 2009/10  | デンソー | 28   | 101    | 55       | 27       | 49.1%    | %        | 17       | 0.17     | 328    | 22     | 6.70%  | 14.0%  | 0            | 0.0%         | 66     |      |
| 2010/11  | デンソー | 26   | 104    | 66       | 22       | 33.3%    | %        | 13       | 0.13     | 333    | 3      | 0.90%  | 8.7%   | 4            | 0.0%         | 38     |      |
| 2011/12  | デンソー | 21   | 78     | 39       | 8        | 20.5%    | %        | 17       | 0.22     | 328    | 17     | 5.18%  | 14.0%  | 2            | 50.0%        | 42     |      |
| 2012/13  | デンソー | 28   | 104    | 39       | 20       | 51.3%    | %        | 11       | 0.11     | 297    | 13     | 4.38%  | 12.6%  | 5            | 0.0%         | 44     |      |
| 2014/15  | 岡山     | 13   | 23     | 2        | 1        | 50.0%    | %        | 0        | 0.00     | 28     | 1      | 3.57%  | 12.5%  | 1            | 100.0%       | 2      |      |